# Protesterna i Irak 2011
Protesterna i Irak 2011 är en i raden av folkliga demonstrationer i arabvärlden 2011, inspirerade av den tunisiska jasminrevolutionen och den egyptiska hibiskusrevolutionen.
Protesterna i början av 2011 riktade sig mot korruption och odrägliga livsförhållanden.
Unga människor och oppositionella uppmanade, via Facebook, sina landsmän att sluta upp i en "vredens dag" fredagen den 25 februari. En av dem som hörsammade uppmaningen om deltagande i demonstrationen var journalisten Muntazer al-Zaidi. Han gjorde sig internationellt känd när han 2008 slungade sina skor mot George W Bush. Dagen innan demonstrationen greps han när han skulle hålla en presskonferens i Bagdad.
Under "vredens dag" genomfördes demonstrationer i al-Nasiriyya, al-Kut, Karbala och på flera andra håll.
I Basra samlades cirka 3 000 demonstranter.
I Mosul i Kurdistan blev tio personer sårade och fem dödade när säkerhetsstyrkor sköt varningsskott.
Två dödades och 20 skadades i Hawija i norra Irak.
På Befrielsetorget i Bagdad samlade tusentals demonstranter.

Den 1 maj 2011 var det förbjudet att demonstrera. Polisen hade fått speciella käppar som de hade till att slå de personer som ev. skulle drista sig att försök demonstratera ända.